# Paul Clémencin
 (mai 2010).
Si vous disposez d'ouvrages ou d'articles de référence ou si vous connaissez des sites web de qualité traitant du thème abordé ici, merci de compléter l'article en donnant les références utiles à sa vérifiabilité et en les liant à la section « Notes et références ».
Paul Clémencin alias David est un résistant normand, né le 24 avril 1920,  fusillé par l'ennemi au Mont-Désert (commune de Tourville-sur-Pont-Audemer) le 14 juillet 1944. 

## Biographie
Il est fait prisonnier le 14 juillet 1944 dans les bois du Mont-Désert, à Tourville-sur-Pont-Audemer, à la suite d'une réunion des groupes de résistance de la région de Pont-Audemer et à une rafle allemande commandée par Alie. Conduit avec d'autres prisonniers dans les sous bois proches, il est fusillé par les Allemands.
Une rue de Pont-Audemer porte son nom.